# I Love You Baby
I Love You Baby è un singolo del cantautore italiano Jovanotti e del produttore discografico Sixpm, pubblicato il 21 marzo 2022 come primo estratto dal terzo EP di Jovanotti Mediterraneo.

## Descrizione
Il brano è una nuova versione dell'omonima traccia pubblicata sull'EP La primavera del 2021. Musicalmente è una serenata rock and roll dalla forte impronta dance, con influenze blues rock e flamenco.

## Video musicale
Il videoclip, diretto da Leandro Manuel Emede e girato alle porte di Milano, è stato pubblicato il 30 marzo 2022 attraverso il canale YouTube del cantante e mostra Lorenzo nelle vesti di un magazziniere in divisa.

## Tracce
Testi di Lorenzo Cherubini, musiche di Lorenzo Cherubini, Riccardo Onori e Christian Rigano.
Download digitale
1. I Love You Baby – 3:32

7"
- Lato A

1. I Love You Baby – 3:32

- Lato B

1. I Love You Baby (feat. Neri per Caso) (A Cappella) – 3:32

## Successo commerciale
Il brano raggiunge la seconda posizione in classifica top Singoli, posizione che Jovanotti non raggiungeva dal 2011 quando Il più grande spettacolo dopo il Big Bang arrivò al numero uno.

## Classifiche

### Classifiche settimanali
| Classifica (2022) | Posizione massima |
| ----------------- | ----------------- |
| Italia            | 2                 |

### Classifiche di fine anno
| Classifica (2022) | Posizione |
| ----------------- | --------- |
| Italia            | 14        |